# Archamia
Archamia is een geslacht van straalvinnige vissen uit de familie van kardinaalbaarzen (Apogonidae). Het geslacht is voor het eerst wetenschappelijk beschreven in 1863 door Gill.

## Soorten
- Archamia ataenia Randall & Satapoomin, 1999
- Archamia biguttata Lachner, 1951
- Archamia bilineata Gon & Randall, 1995
- Archamia bleekeri (Günther, 1859)
- Archamia buruensis (Bleeker, 1856)
- Archamia flavofasciata Gon & Randall, 2003
- Archamia fucata (Cantor, 1849) – Oranjelijnenkardinaalbaars
- Archamia kagoshimanus (Döderlein, 1883)
- Archamia leai Waite, 1916
- Archamia lineolata (Cuvier, 1828)
- Archamia macroptera (Cuvier, 1828)
- Archamia melasma (Lachner & Taylor, 1960)
- Archamia mozambiquensis Smith, 1961
- Archamia pallida Gon & Randall, 1995
- Archamia zosterophora (Bleeker, 1856) – Zwartgordelkardinaalbaars